# Benasque
Benasque ([beˈnaske]?) eller Benasc er en købstad i Huesca, Spanien. Det er hovedbyen i Benasque-dalen i hjertet af Pyrenæerne og omgivet af nogle af de højeste bjerge i det område.

## Klima
Bjergklimaet giver kølige somre og kolde vintre med lave temperaturer og hyppige sne. Den årlige gennemsnitstemperatur er 9,4 °C i 1138 meters højde over havets overflade.

## Sprog
"Benasque" er det spanske navn for byen, mens navnet på den lokale dialekt er "Benás".
Det sprog, der tales i området, er en catalansk-aragonsk sammensmeltning, som har lighedspunkter med occitansk. Det kaldes Patués ("patuansk") blandt de indfødte, der taler sproget. Det kan ses som en variant af catalansk.
For at fremme det lokale sprog har kommunalbestyrelsen afholdt en årlig prosa- og poesikonkurrence i Patués siden 1999. Der gives særlige priser til lovende unge, men også til mere modne forfattere.